# 자일대우버스

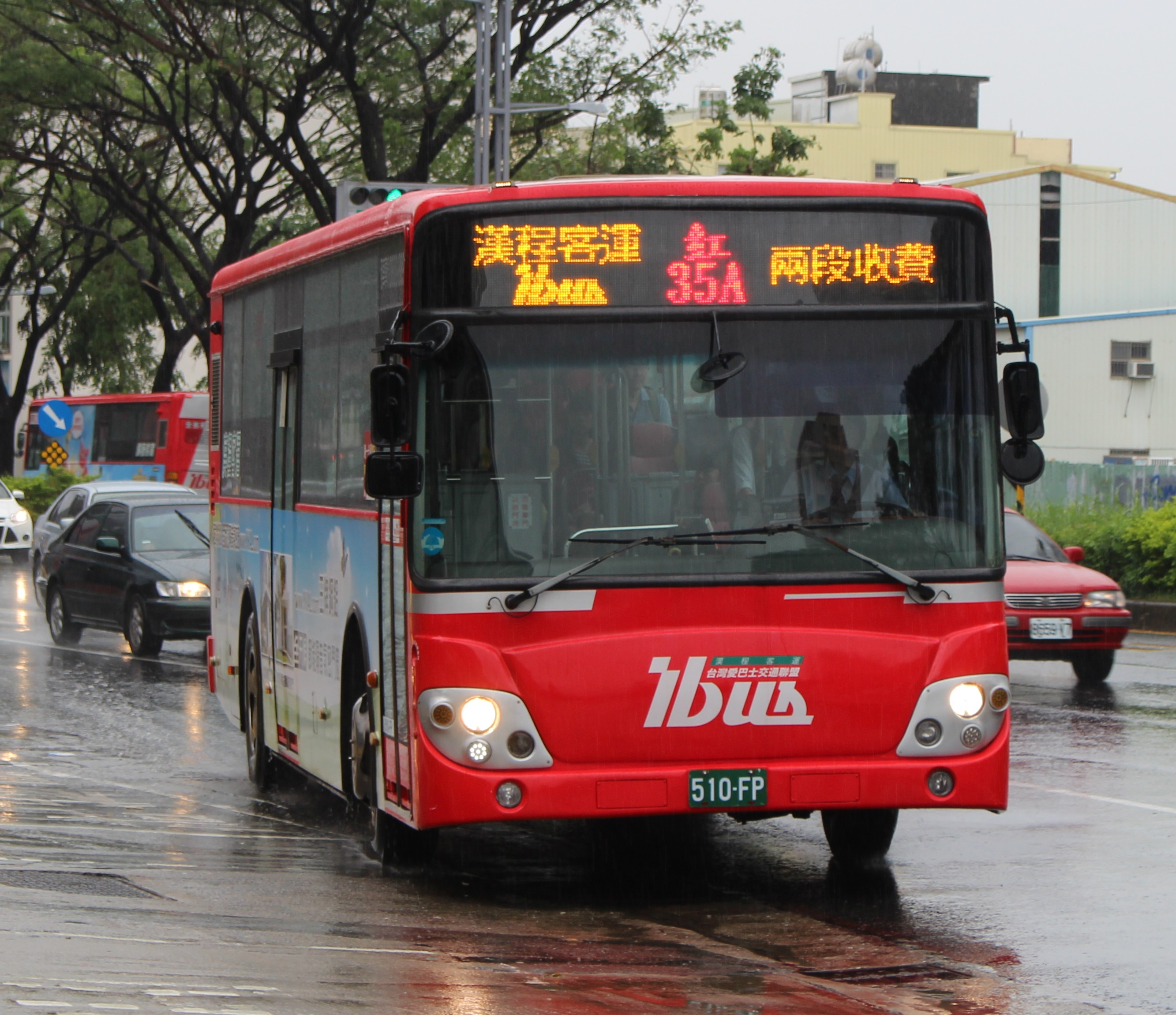
한청 버스에서 운행하고 있는 BC211 차량

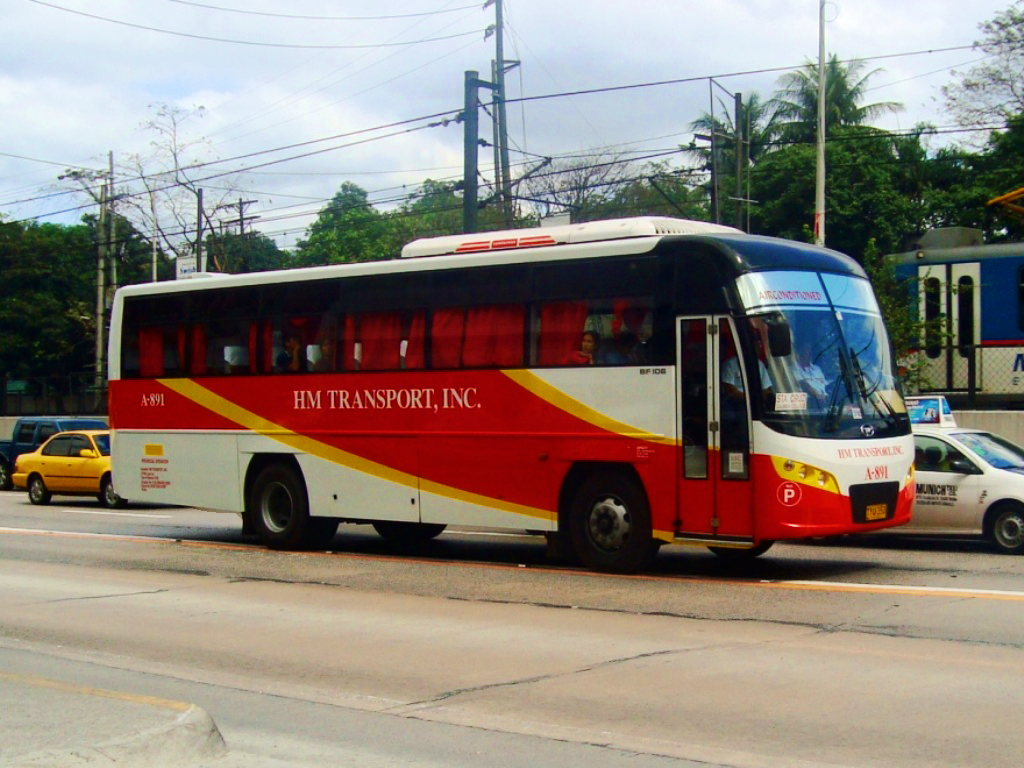
필리핀에서 운행하고 있는 BF106

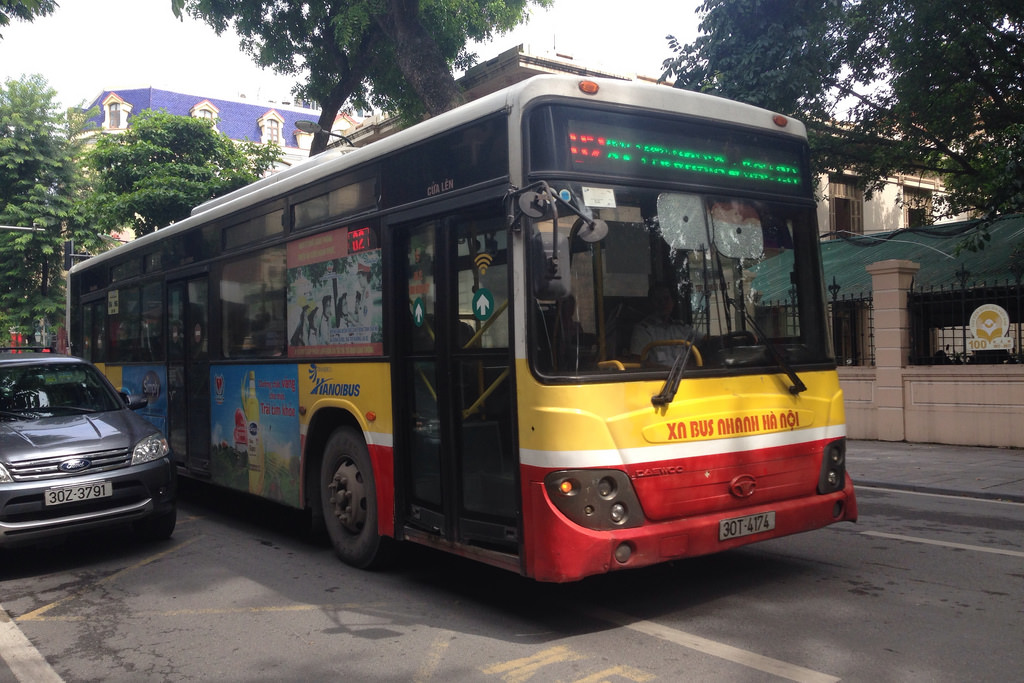
베트남에서 3개의 문이 장착된 BC212 차량

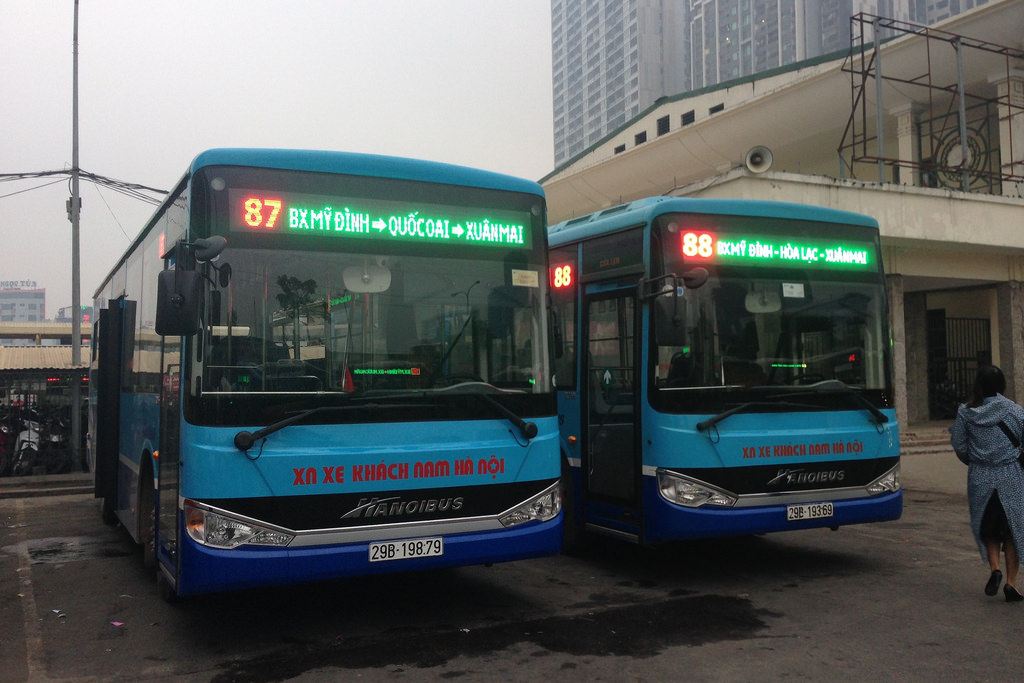
베트남에서 운행하고 있는 중형 저상버스 차종인 BC095의 모습

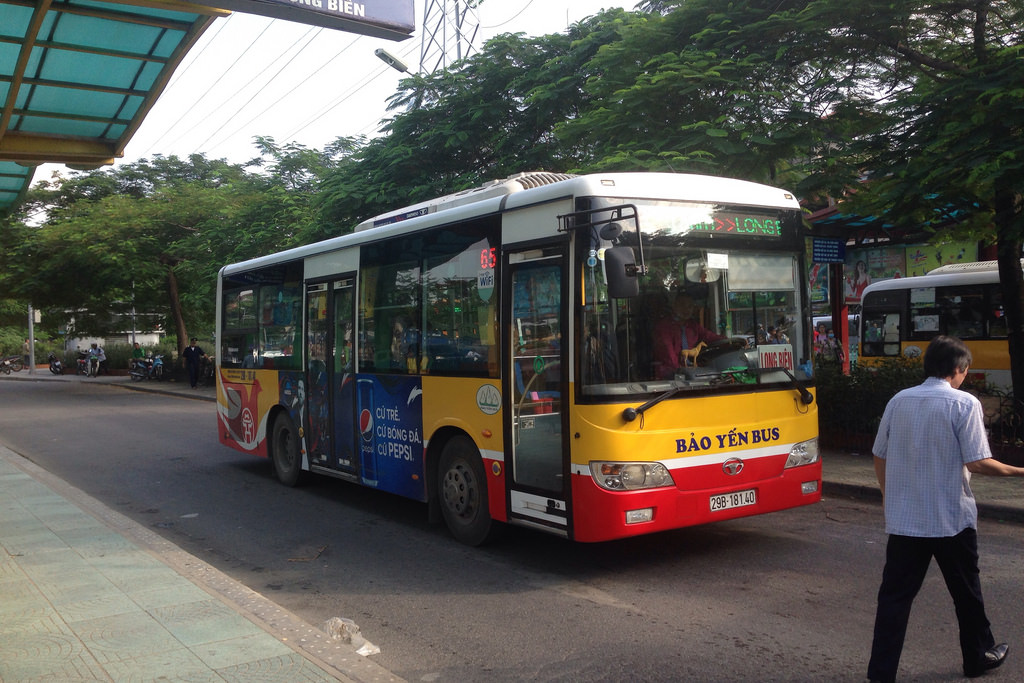
하노이에서 운행하는 GDW6901HGD1 차량으로 이용하는 노선버스

자일대우버스(영어: Zyle Daewoo Bus)는 대한민국의 버스 전문 기업이다. 본사는 경기도 부천시 오정구 오정동 부천우편집중국 옆에 있고, 공장 및 연구소는 울산광역시 울주군 상북면 길천리에 있으며, 베트남에도 별도의 공장을 운영하고 있다. 현재 자일대우버스는 한국지엠, 타타대우상용차와 아무런 기업적 관계가 없다.

## 역사 및 현황
1955년에 김창원, 김제원 형제가 신진공업사를 설립하여 버스를 생산 했으며, 1971년에 지엠 코리아(GMK)의 버스 생산 부문을 설립하고 이스즈와 시보레의 버스 섀시를 이용하여 버스를 생산했다. 2000년에 대우자동차의 부도에도 버스 생산을 계속 강행했으며, 2002년에 GM 대우가 출범하자 대우 계열에서 분리되어 대우버스를 설립하였다. 2003년에 영안모자가 인수하여 대주주가 되었다. 2013년 8월에 현재의 사명으로 변경하였다.
하지만 울산공장은 실적 부진과 코로나19로 2020년 6월부터 조업이 잠시 중단되었다. 2020년 7월부터 베트남 현지공장에서 제작하여 수입하는 방식으로 들어올 예정이었으나 노동조합에서 반발했으며, 인천지방법원 부천지원에서 제동을 걸었다. 2020년 9월에 차량 몇 대가 인도된 것을 마지막으로, 울산공장의 출고 업무마저 중단됐다. 
이후 자일대우버스는 베트남산 BS090 디젤/천연가스버스의 대한민국 환경부 인증을 취득했고, 용인 상현운수와 서울 청화운수에 베트남산 BS090 디젤/천연가스버스 시제차를 판매하며 아예 완전히 이관하려고 했으나 결국 2021년 6월에 울산공장 재가동에 합의했다. 재가동에 합의한 후에는 부산 성진버스에 인도될 BS090 디젤, 제주 삼영교통에 인도될 BX212M을 시작으로 출고업무도 재개했으나, 아직까지는 정상화되지 못했다. 
2022년 7월 12일에 결국 폐업되었으며 자일자동차측이 해외법인의 지분을 완전히 인수하였다.

## 생산 공장
- 자일대우버스 본사(Zyle Daewoo Bus Commercial Vehicle, 대한민국 경기도 부천시 오정구 오정로 215)
- 자일대우버스 울산공장(대한민국 울산광역시 울주군 상북면 길천산업로 31)
- 계림 대우객차 유한공사(Guilin Daewoo, 중국)
- 마스터 버스 여객차량 제조공사(Master Transportation Bus Manufacturing Ltd., 대만)
- 자일대우버스 코스타리카 법인(Daewoo Bus Costa Rica S.A., 코스타리카)
- FIDC(필리핀)
- 자일대우버스 카자흐스탄(Daewoo Bus Kazakhstan 카자흐스탄 아스타나)
- 자일대우버스 베트남 법인(베트남)

## 주요 차량

### 현재 생산 차량
- NEW BS090, NEW BS106, NEW BC211, NEW BS110
- BH090
- FX116, FX120, FX212
- BX212, BX212M
- 레스타

### 과거 생산 차량
- BF101, BF105
- BS105, BS105L, BS106L, BS106[3]
- BM090 로얄미디
- BH113, BH115Q, BH115H, BH115L, BH115E, BH116, BH117H, BH119, BH120, BH120S, BH120H, BH120F
- BV101, BV101S, BV113 시리즈
- BR101
- BU100, BU110, BU120
- BL064
- BD098, BD101

## 갤러리

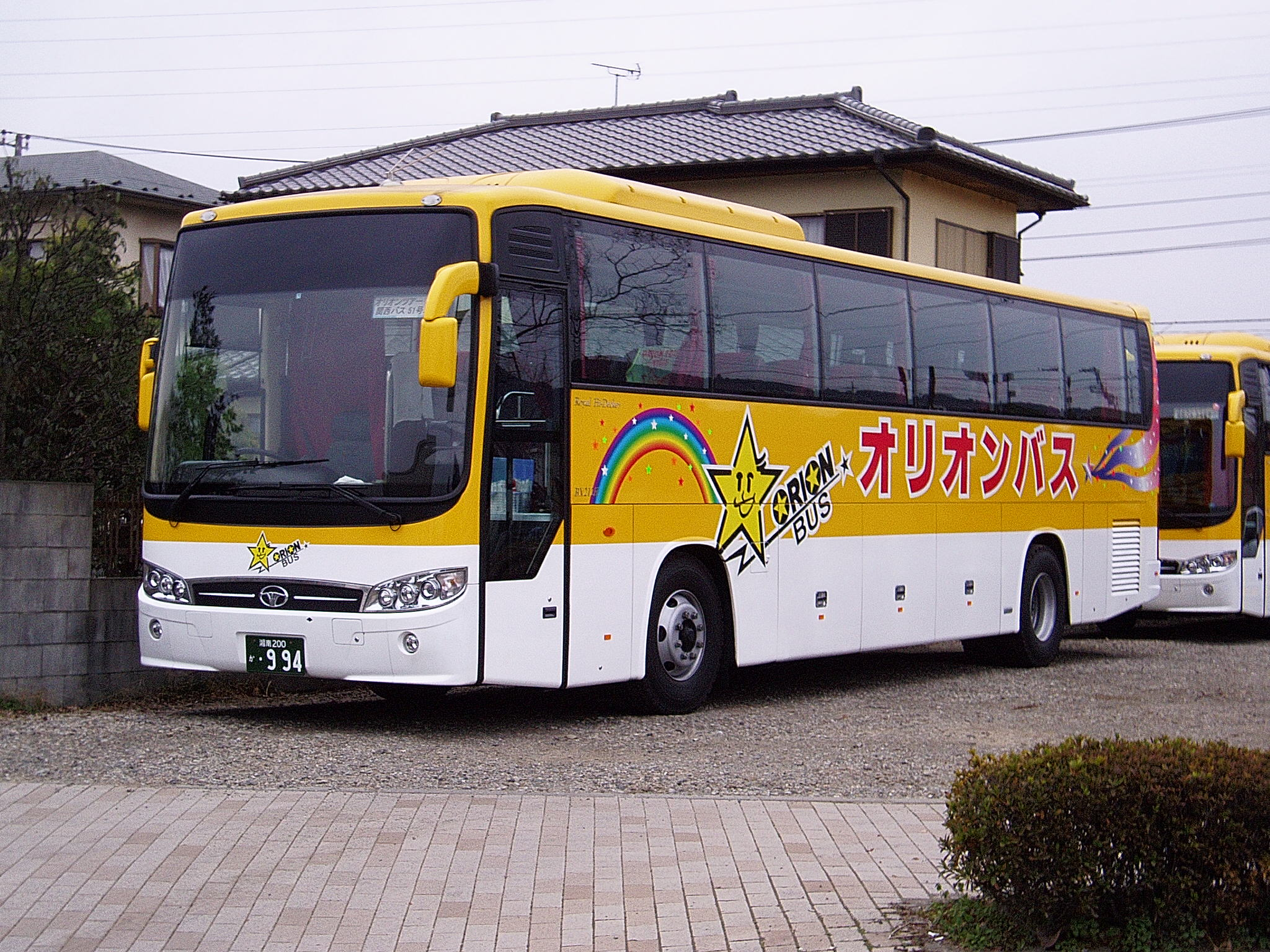
BX212(일본 수출용)
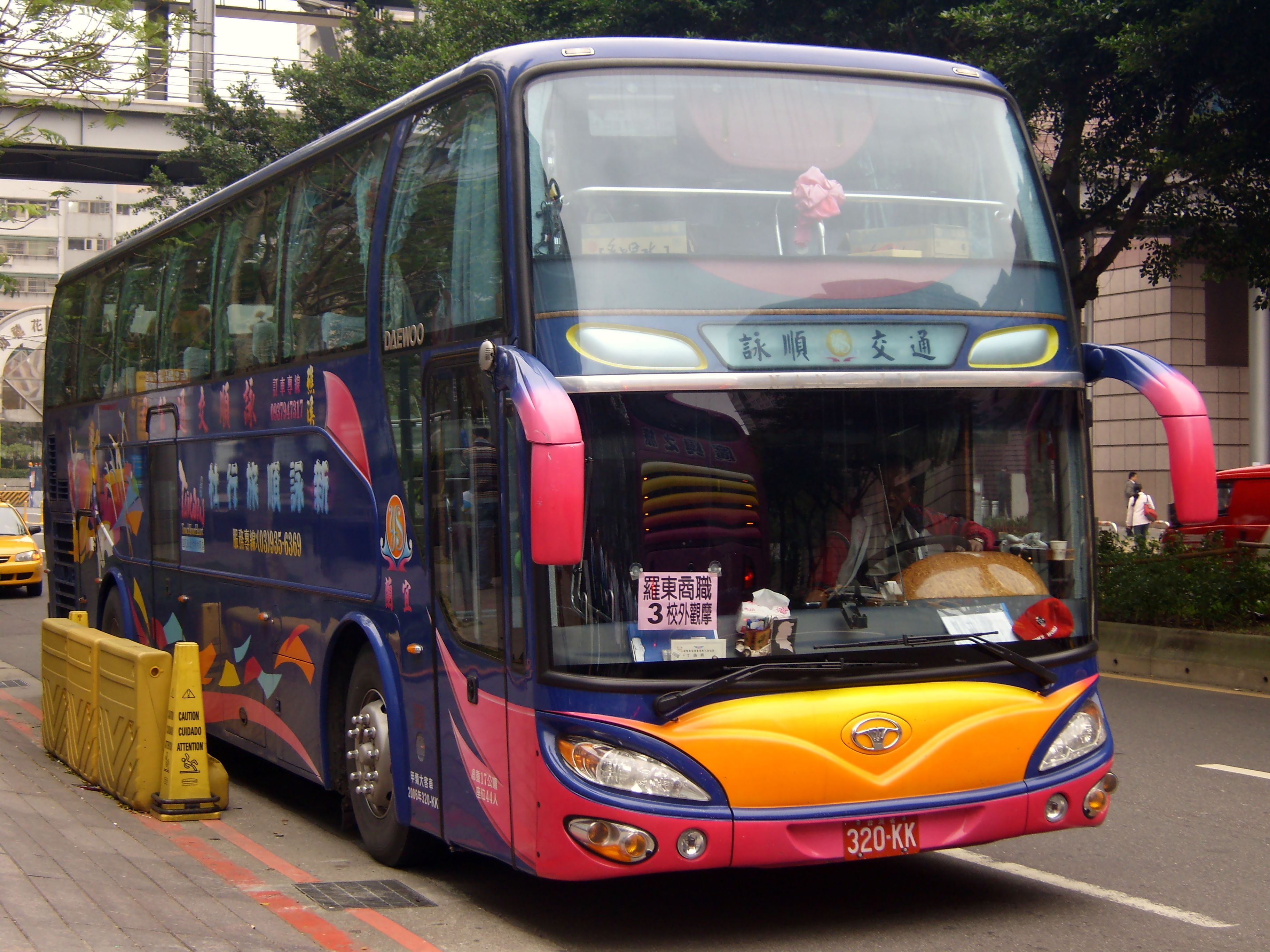
BH117K
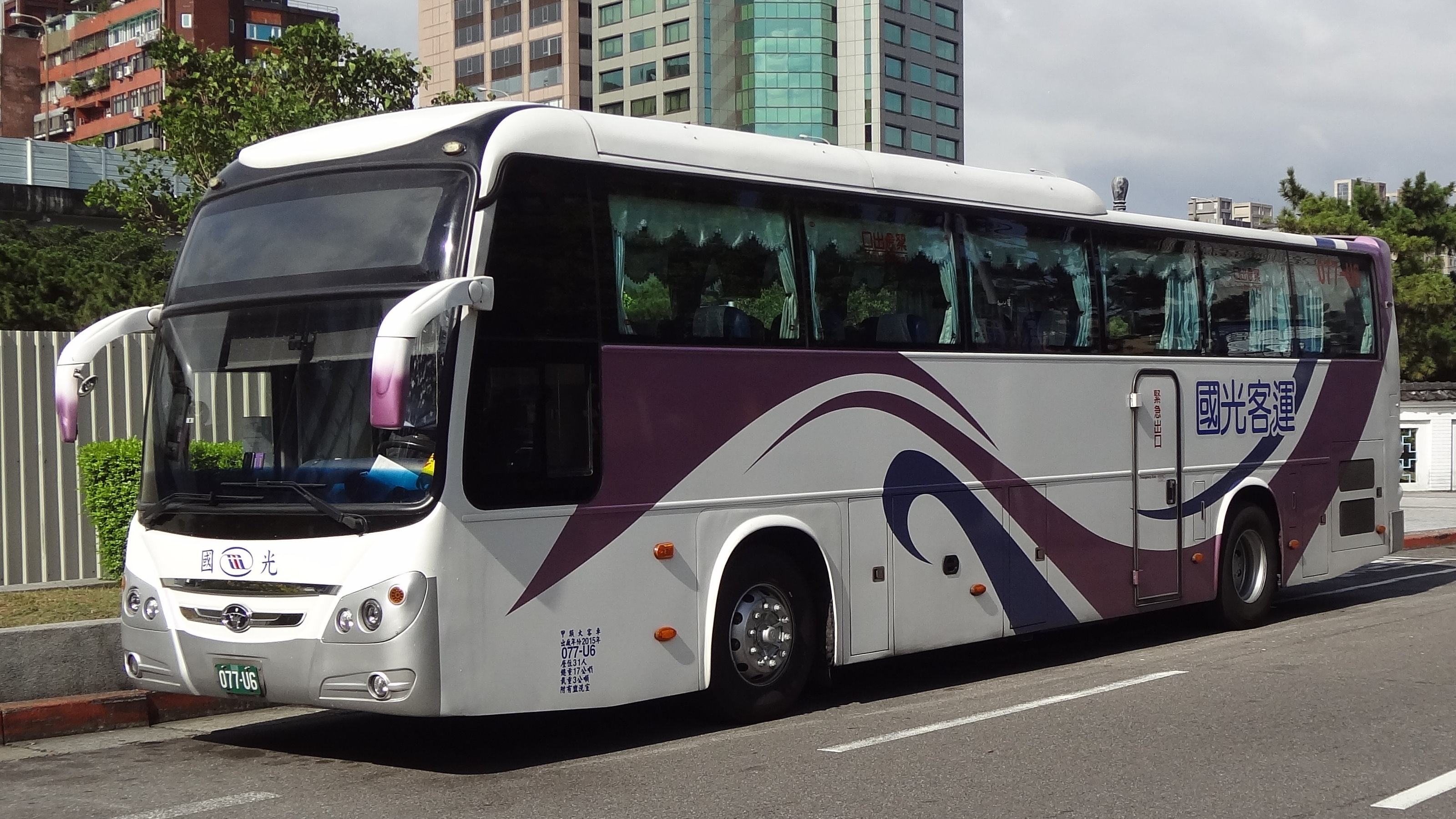
대우 BX212MT
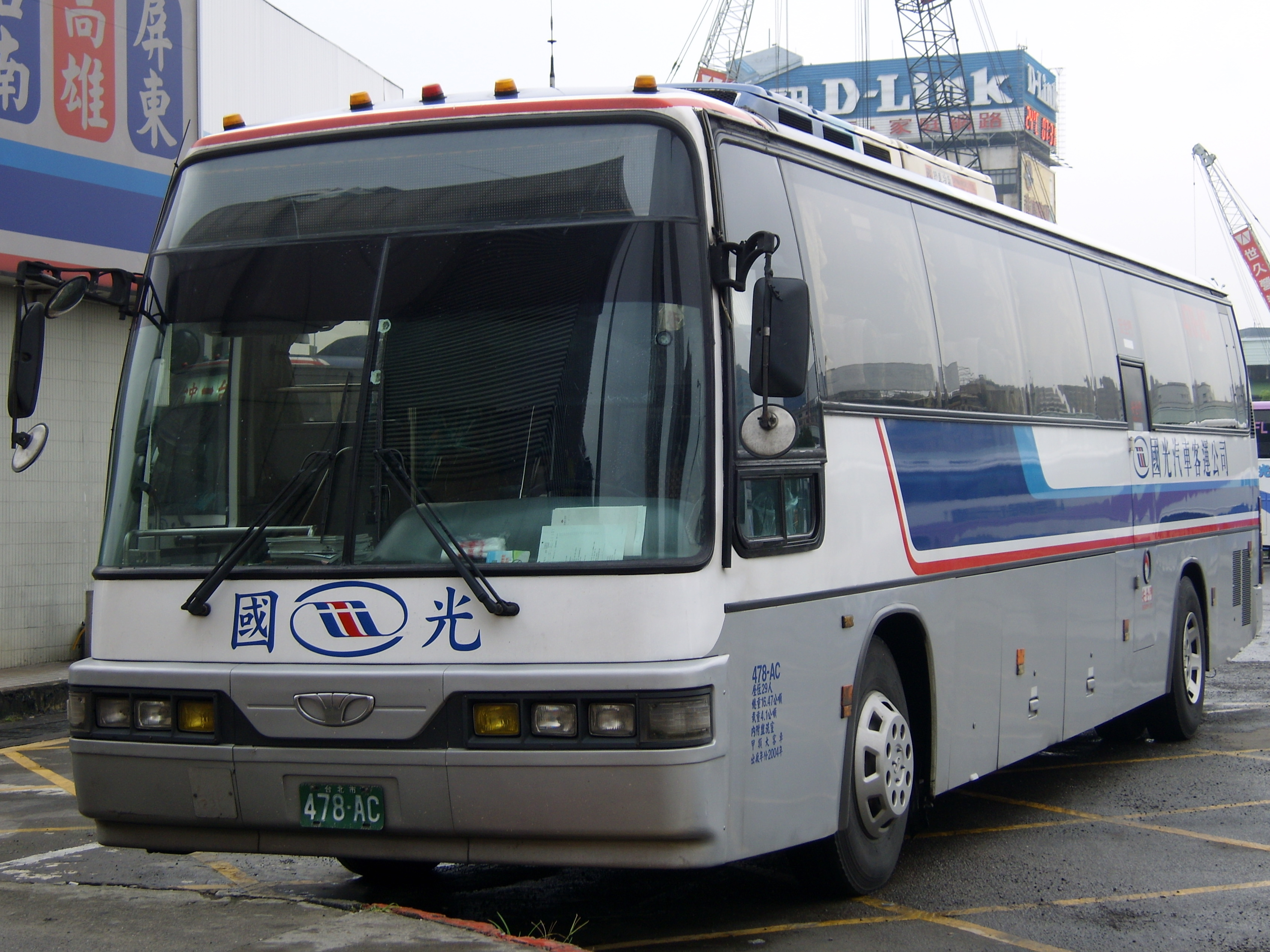
쿠오쿠앙자동차여객운수유한공사 소속 BH120-3T
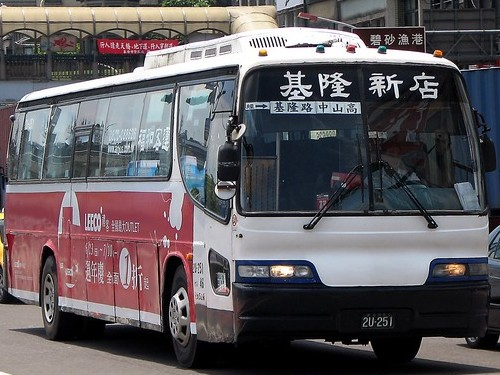
푸호여객운수유한공사 소속 BH117H
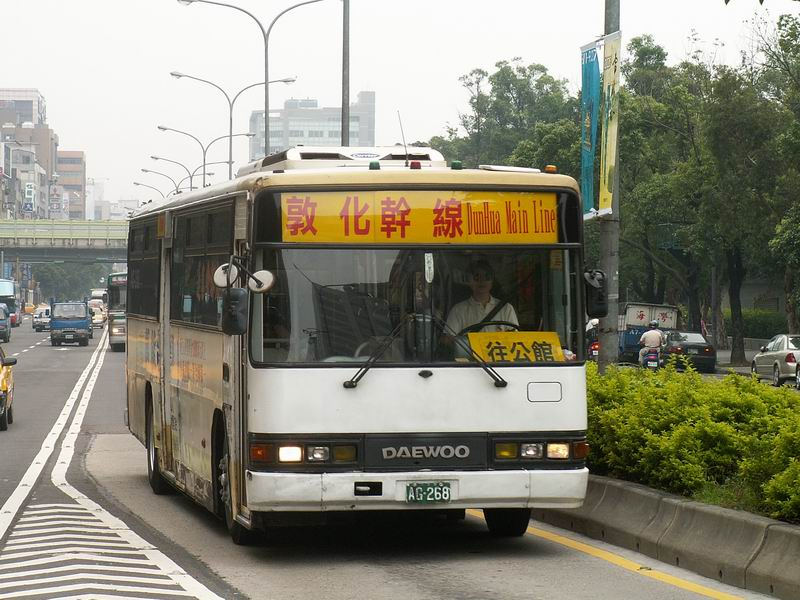
BH115V 타이페이시공공자동차연합 (현재 대도회자동차여객운수유한공사)
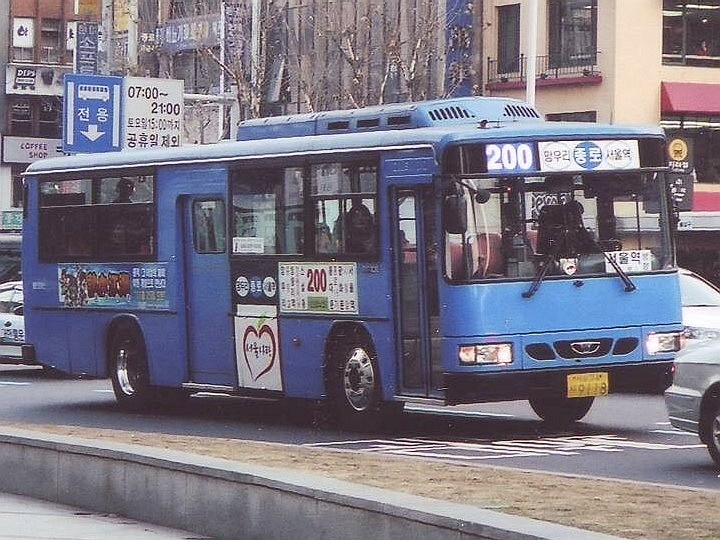
BS106
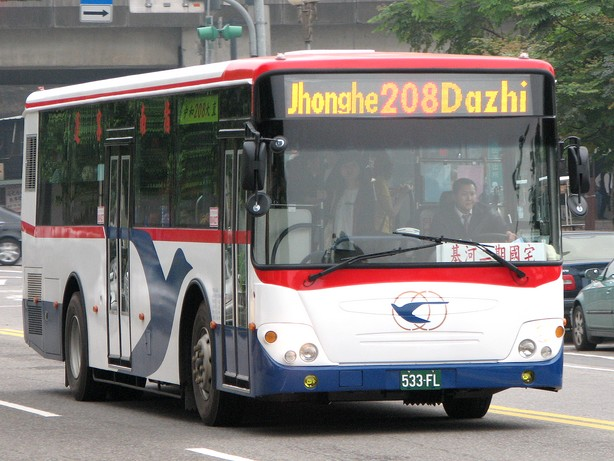
BC211MA
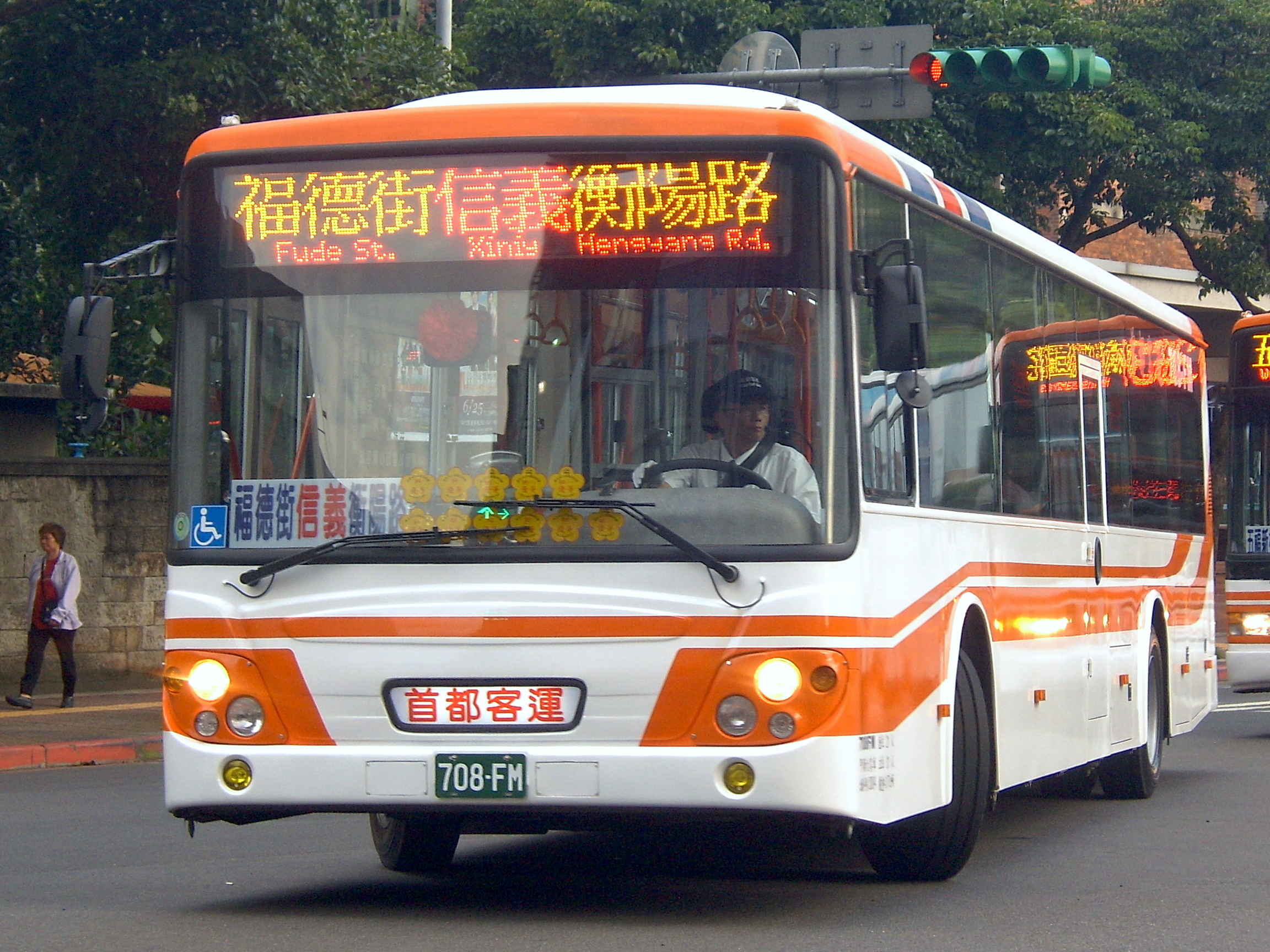
성도여객운수유한공사 소속 BS120CN
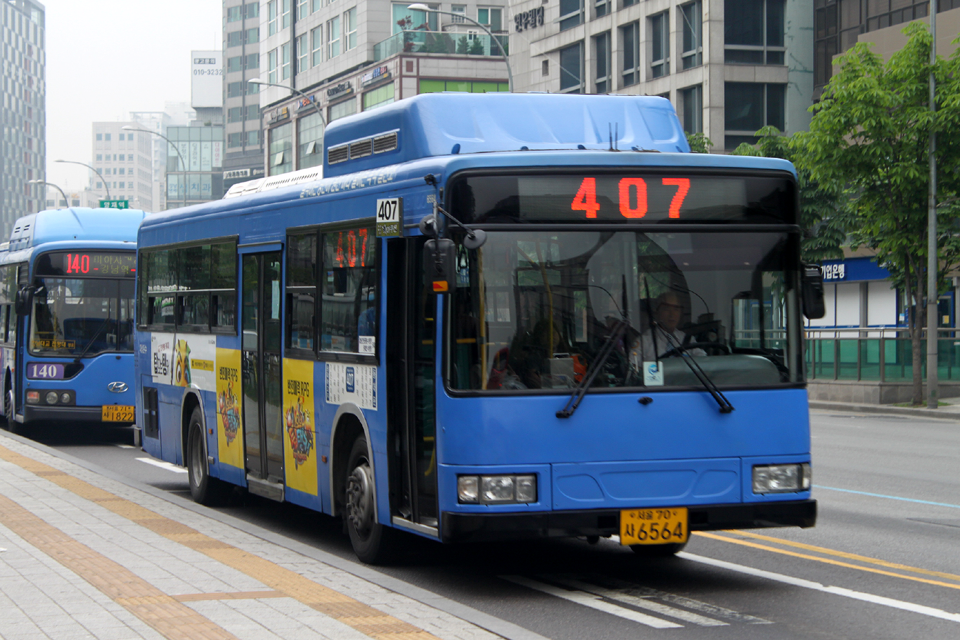
대성운수 소속 BS110CN
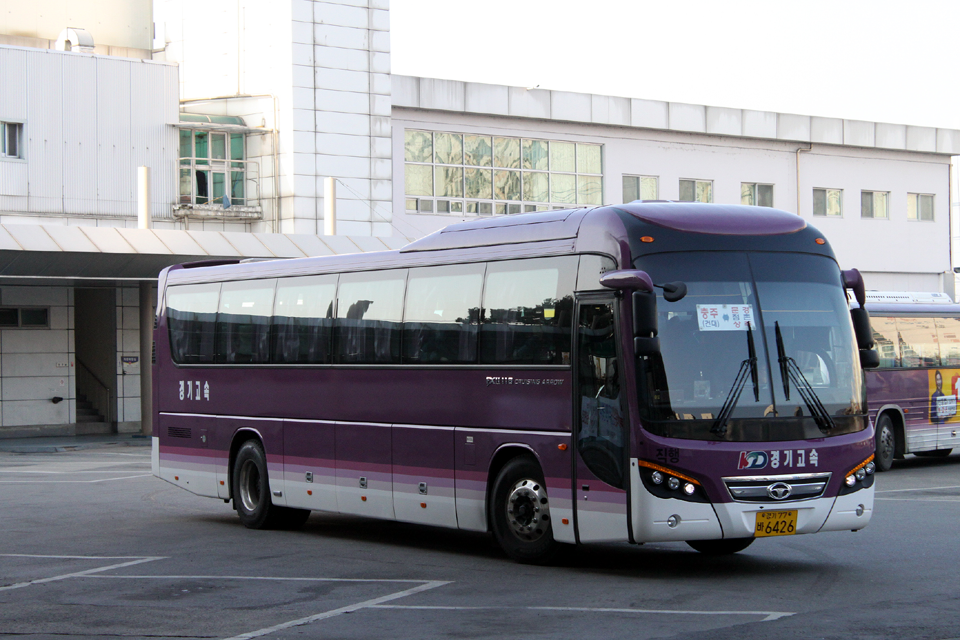
경기고속 소속 FX II 116
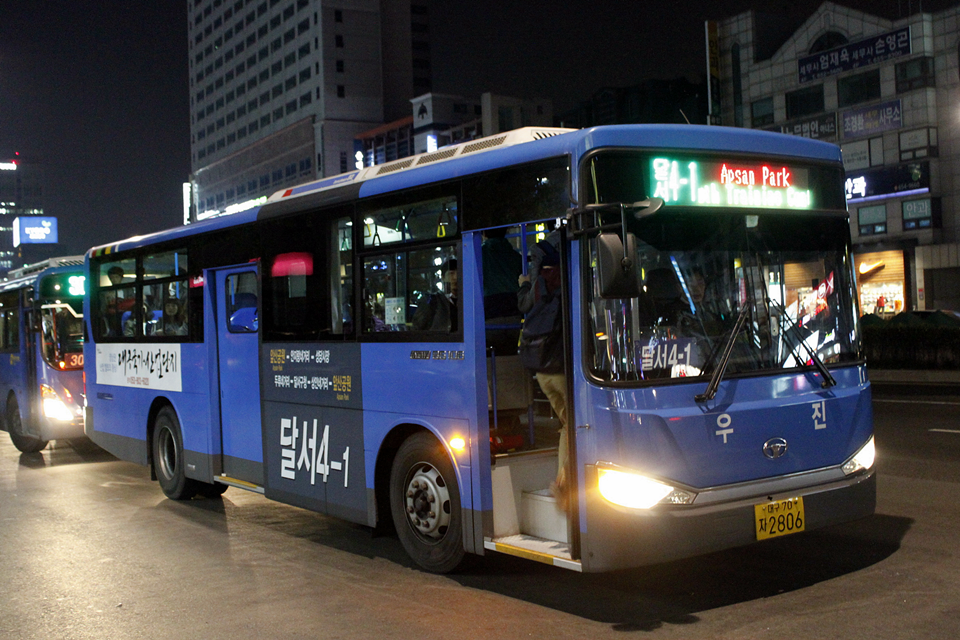
우진교통 소속 NEW BS106
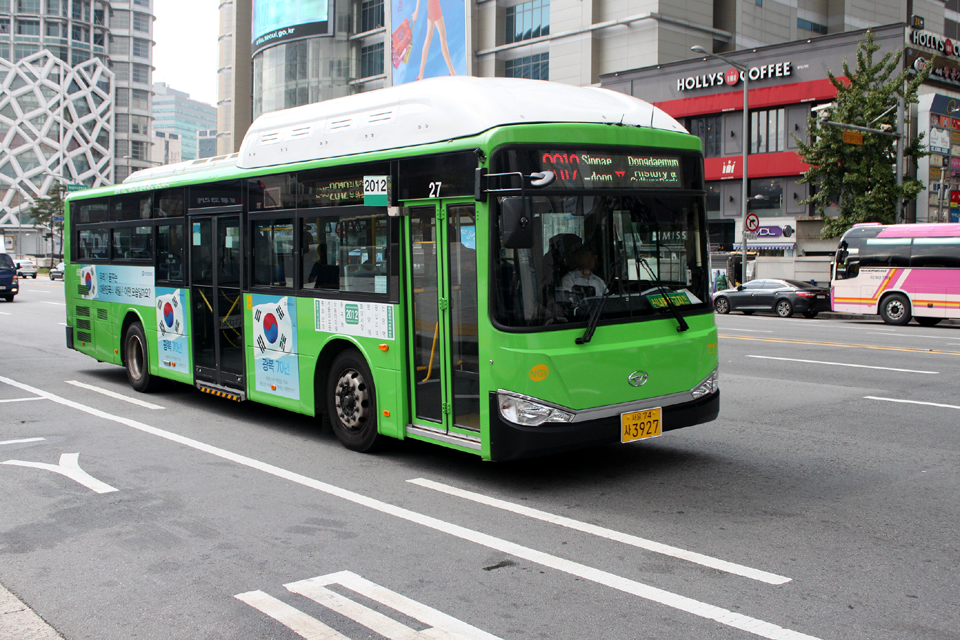
상진운수 소속 NEW BS110
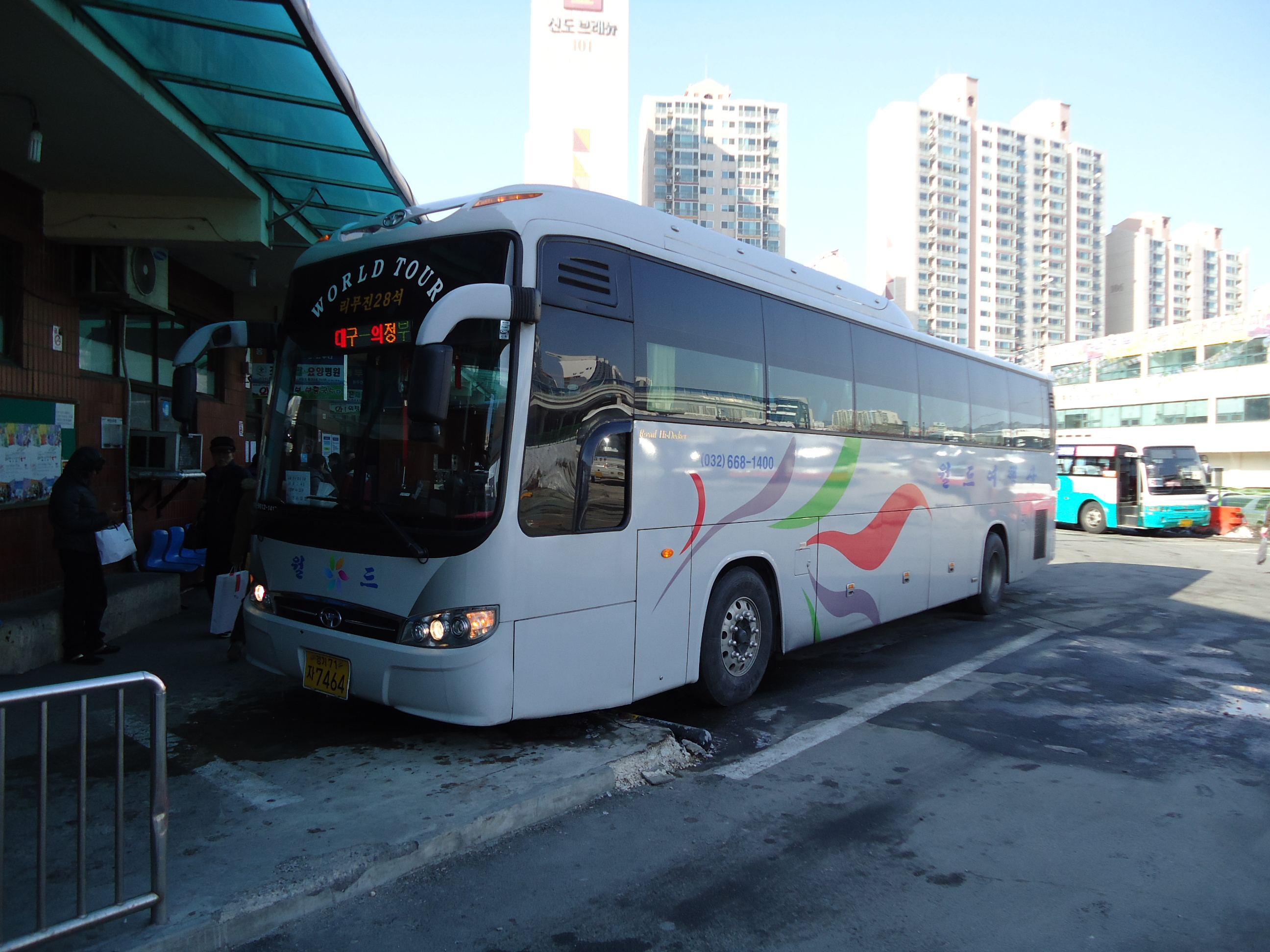
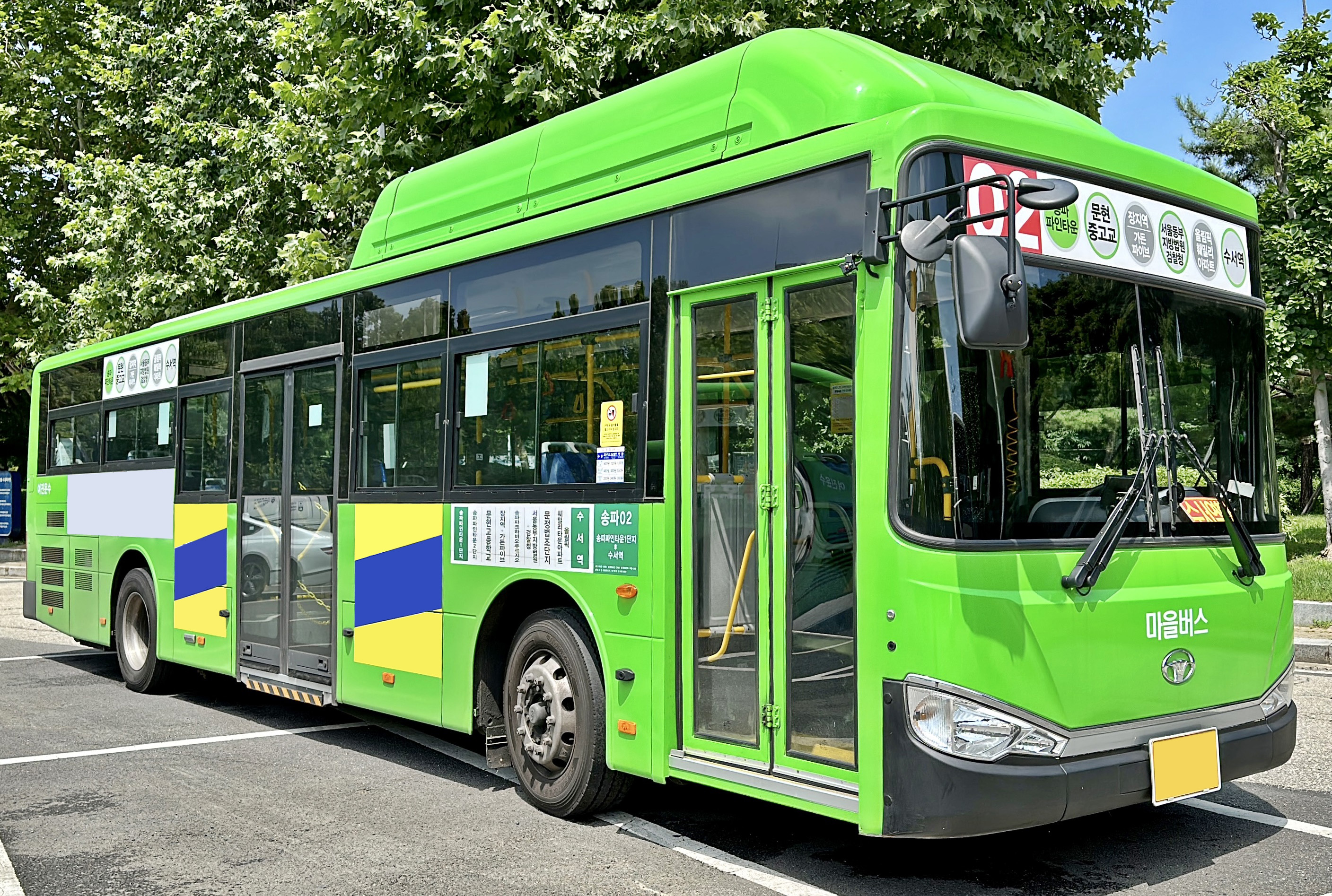
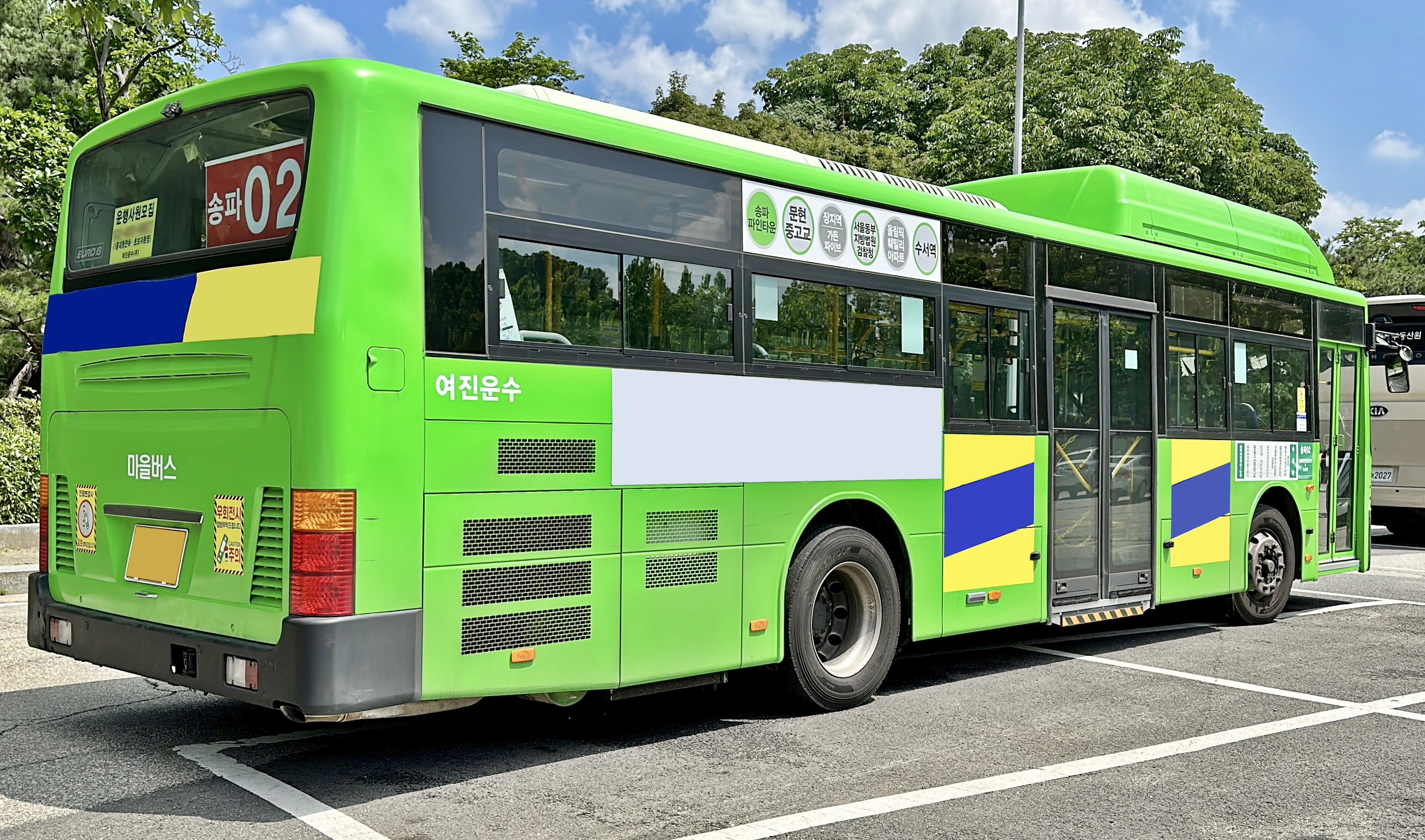
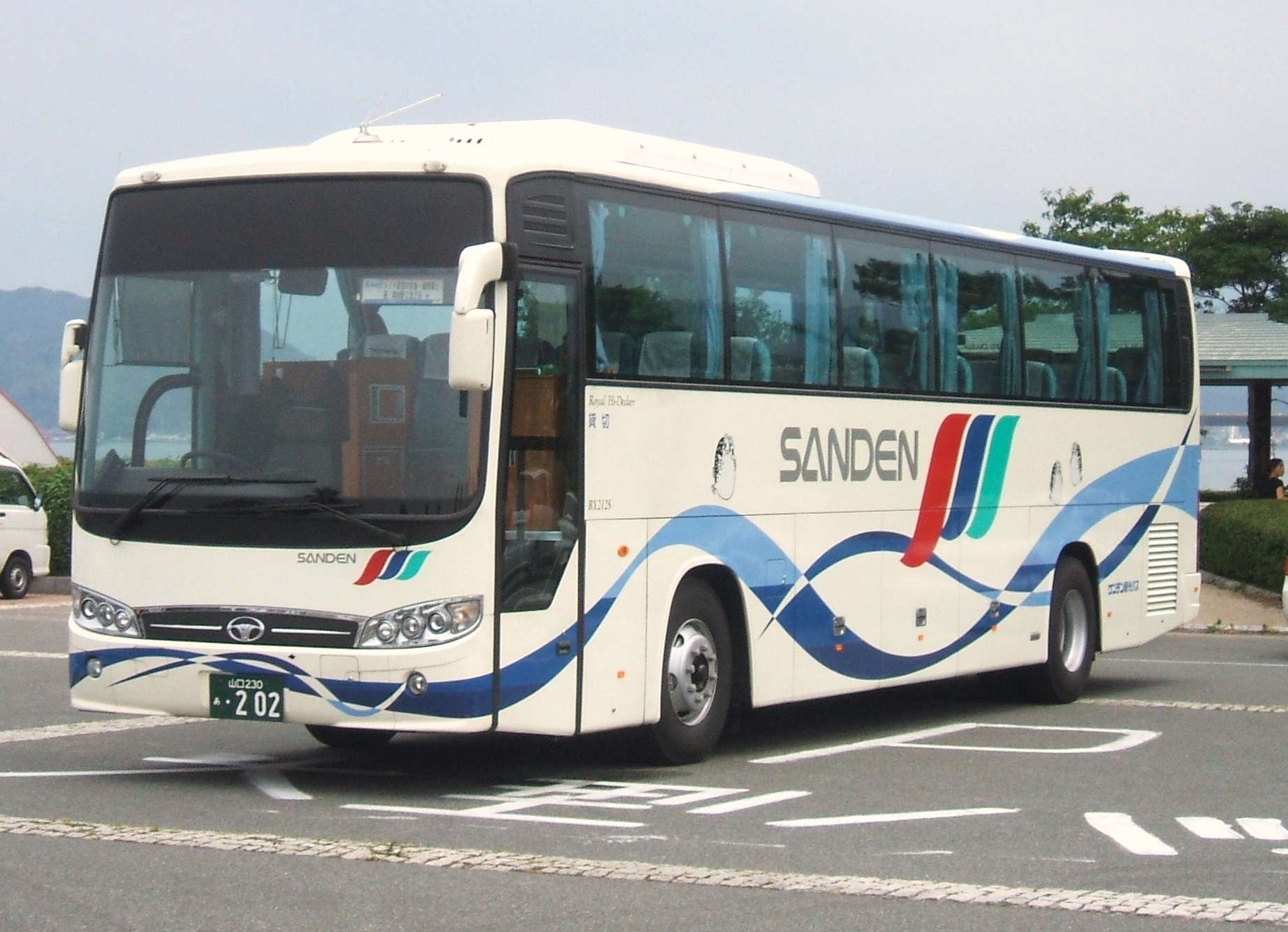
산덴 교통 소속 BX212 차종

## 같이 보기

### 일반 주제
- 한국지엠 - 승용차 및 경상용차 전문 업체
- 타타대우상용차 - 트럭 전문 업체
- 대우그룹 - 이 업체의 뿌리를 둔 기업 집단
- KG모빌리티

### 경쟁 버스 업체
- 현대자동차
- KGM커머셜
- 우진산전